# احمد عبد علی
احمد عبد علی (عربی: أحمد عبد علي؛ زادهٔ ۱۸ ژانویهٔ ۱۹۸۶) یک بازیکن فوتبال اهل عراق است.
وی همچنین در تیم ملی فوتبال عراق بازی کرده است.